# Miombo
Miombo é a palavra suaíli para Brachystegia, um género de árvore que inclui um grande número de espécies. A floresta de miombo é classificada nos biomas: pastagens tropicais e subtropicais, savanas e moitas (na designação do World Wildlife Fund). O bioma inclui quatro bioregiões caracterizadas pela presença predominante de espécies de miombo, com uma variedade de climas de húmido a semiárido, tropical e subtropical, ou mesmo temperado.

## O miombo
O nome miombo é usado em numerosas línguas Bantu na região, tais como xona e bemba. Em Bemba, a palavra "miombo" é o plural da palavra "muombo", que é o nome específico para a espécie Brachystegia longifolia.
Caracteristicamente as árvores perdem as suas folhas por um curto período, na estação seca, para reduzir a perda hídrica e produzir um novo fluxo de folhas pouco antes do início da estação das chuvas, mascarando com cores ricas de dourados e vermelhos o espaço envolvente, criando uma reminiscência de um Outono de cores temperadas.

## Bioregiões arborizadas de miombo
As matas de miombo formam um vasto cinturão sul-central em toda a África, que vai de Angola a oeste, até à Tanzânia ao leste. Estas florestas são dominadas por árvores da subfamília Caesalpinioideae, particularmente miombo (Brachystegia), Julbernardia e Isoberlinia, que raramente são encontradas fora das matas de miombo. 
As quatro Bioregiões são:
- Matas angolanas de miombo (Angola).
- Matas de miombo da Zambézia central (Angola, Burundi, República Democrática do Congo, Maláui, Tanzânia, Zâmbia).
- Matas orientais de Miombo (Moçambique, Tanzânia).
- Matas meridionais de Miombo (Maláui, Moçambique, sul da Zâmbia, Zimbábue).

## Pessoas
Estas florestas de miombo são também importantes para a subsistência de muitas populações rurais que dependem dos recursos disponibilizados pela floresta. A grande variedade de espécies fornece produtos não-madeireiros, tais como frutas, mel, forragem para o gado e lenha.

## Flora e fauna
Apesar de um solo relativamente pobres em nutrientes, estação seca prolongada e baixa precipitação em algumas áreas, a floresta é o lar de muitas espécies, incluindo várias espécies de aves endémicas exclusivas do miombo. A árvore predominante é o miombo (Brachystegia). Ela também fornece alimentação e abrigo a mamíferos, como o elefante-africano (Loxodonta africana), mabeco (Lycaon pictus), palanca-negra (Hippotragus niger) e o bufálo-de-lichtenstein (Sigmoceros lichtensteinii) .

## Fotografias

Folhagem e casca do Brachystegia boehmiiFolhagem e casca do Brachystegia boehmii
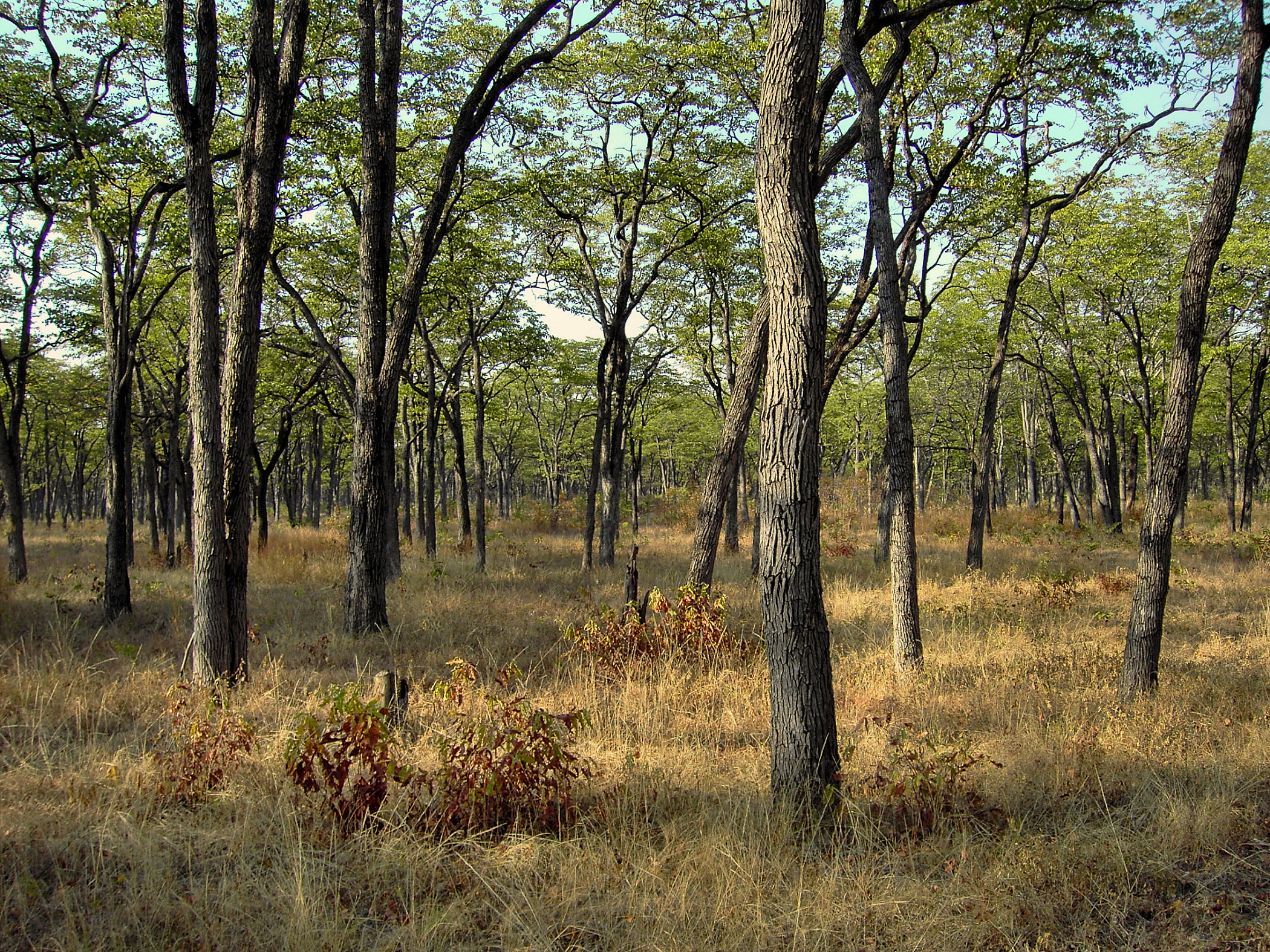
Parque Nacional do Luangua, sul da Zâmbia
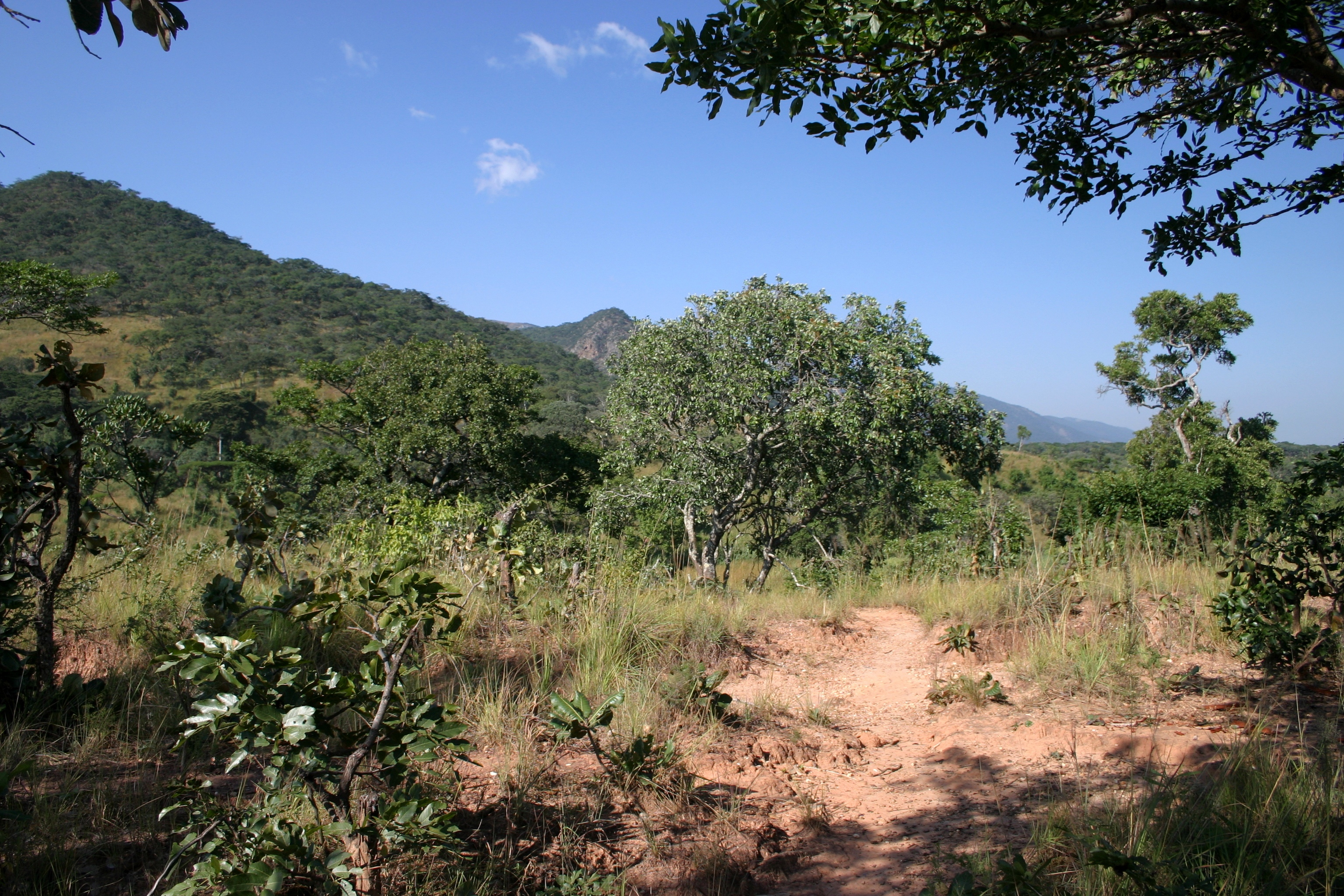
Floresta de miombo no nordeste de Nica, Maláui

### Web
- (em inglês) EarthTrends: The Environmental Information Portal
- (em inglês) Eastern Miombo woodlands (World Wildlife Fund)